# شيلدون شوستر
شيلدون شوستر (بالإنجليزية: Sheldon Schuster)‏ هو عالم كيمياء حيوية أمريكي، ولد في 1947 في سان ماتيو في الولايات المتحدة.